# Histoire de Rhône-Alpes
La région Rhône-Alpes est une création administrative récente. C'est un regroupement de départements ayant une histoire et des statuts différents avant la Révolution française et l'annexion de la Savoie.
Les territoires ont une tradition de commerce, et, pour la majorité d'entre eux, une unité culturelle (le francoprovençal, qui est également parlé en Suisse et en Italie).

## L'âge du bronzeet l'âge du fer
Il ne reste de cette période que quelques grottes où l'on a retrouvé des vestiges. Les habitants de cette époque ont construit des cités lacustres à l'instar de celle du lac de Paladru.

## L'époque romaine
Les Allobroges et leurs voisins Ségusiaves ont eu premièrement un nom celte et se sont aidés à le rendre si illustre que les Grecs l'ont donné depuis indifféremment à toutes les nations de l'occident de la région.
Auguste ayant organisé les Gaules au sein de l'empire romain et achevé ce grand ouvrage que Jules César avait si heureusement commencé, divisa la Gaule celtique en deux provinces : la Gaule lyonnaise et la Gaule narbonnaise plus anciennement conquise. Il en détacha même quelques peuples qui habitaient entre la Garonne et la  Loire, pour former la Gaule aquitaine, et d'autres au Nord pour former la Gaule belgique.
Pendant les quatre siècles et demi qui vont de la mort d'Auguste à l'établissement définitif des Barbares, le pays des Allobroges et des Ségusiaves se transforma rapidement. La domination romaine devint civilisatrice, avec les colonies de Lugdunum et de Vienne, qui s'embellirent et s'agrandirent, les vestiges sont encore là pour en témoigner. De nombreuses voies furent construites pour sillonner le pays. La cité de Vienne était reliée à Cularo (Grenoble) par une route qui passait par Moirans, cette voie se poursuivait jusqu'à Milan.

## Révolution française
La journée des Tuiles, prémices de la révolution française se déroule le 7 juin 1788 à Grenoble.

## Seconde République
Sur ce sujet, voir notamment : Élection présidentielle de 1848 dans le département de l'Ardèche

## Industrialisation
L'industrialisation de l'actuelle région Rhône-Alpes fut stimulée au début du XIXe siècle par l'installation des premières lignes de chemin de fer d'Europe continentale (Saint-Étienne - Andrézieux en 1827 et Saint-Étienne - Lyon, première ligne de transport de voyageurs en 1832) et à l'exploitation de la houille blanche dans les vallées alpines.

## Seconde Guerre mondiale
Période de 1939 à 1945 qui a fortement bouleversé la région.